# Marduk
Marduk («Мардук») — шведская блэк-метал-группа, образованная в 1990 году. Название группы отсылает к имени верховного божества пантеона Вавилонии — Мардука. Блэк-метал, по словам участников группы, является не имиджем, а стилем жизни, их сущностью.

## История

### 1990—1994
Музыкальный коллектив Marduk был основан в 1990 году Морганом Хоканссоном и тогда носил название God. В сентябре того же года название группы было сменено на нынешнее, кроме того к группе вскоре примкнул второй участник Юаким Гётберг, более известный под псевдонимом Af Gravf. В 1991 году готов уже первый музыкальный материал в виде демозаписи, вышедшей в 11 июня. Демо получило название Fuck Me Jesus и разошлось тиражом более 1000 экземпляров. Кроме того демо, в большинстве своём, было хорошо принято критиками. В записи демо приняли участие Морган Хоканссон — гитара, Af Gravf — ударные, Рикард Кальм — бас и Андреас Аксельссон — вокал. В 1992 году был подписан договор с лейблом No Fashion Records и в конце 1992 года вышел дебютный альбом группы под названием Dark Endless. К этому моменту в группу пришёл второй гитарист Дево Андерссон, а также сменился басист на Роджера Свенссона. Альбом распространялся довольно плохо, почти не рекламировался, к тому же выход его был задержан. В итоге Marduk перебрались на новый лейбл Osmose Productions. Вскоре последовали очередные смены состава — из-за ухода вокалиста петь пришлось ударнику Af Gravf (позже организовал проект Dimension Zero с бывшими гитаристами In Flames — Еспером Стрёмбладом и Гленном Юнгстрёмом).
В 1993 году выходит второй альбом группы под названием Those of the Unlight, который был записан в студии Unisound Studio вместе с Даном Сванё. Альбом заслужил множество высоких оценок. В конце года группа совершила турне по родной Швеции. Весной 1994 года Marduk начинают запись третьего альбома, летом вместе с Immortal участвуют в туре по странам Европы. В конце 1994 года наконец выходит Opus Nocturne, а в группе опять меняется состав — уходит второй гитарист Дево Андерссон, Af Gravf стал вокалистом, а место барабанщика занял Фредрик Андерссон. Также под конец года лейблом Osmose Productions переиздаётся первое демо Fuck Me Jesus с добавлением двух композиций — «intro» и «outro». В поддержку переиздания, были выпущены футболки с изображением обложки демозаписи.

### 1995—2003
В 1995 году выходит сборник композиций в стиле блэк-метал, среди прочих на который вошла композиция «Autumnal Reaper» с альбома Opus Nocturne. В этом году группа претерпевала большие проблемы с лейблом и составом — на смену ушедшему Af Gravf явился Legion. В 1996 году наконец выходит очередной альбом — Heaven Shall Burn… When We Are Gathered. Альбом отличался очень высокой скоростью и качественной работой нового вокалиста. В этом же году выходит EP Glorification, на который вошли ремикс композиции «Glorification of the Black God», а также кавер-версии композиций групп Destruction, Piledriver и Bathory. В 1997 году последовали многочисленные концерты, в основном по странам Европы, что явилось причиной записи и выпуска первого концертного альбома группы Live in Germania. Во время концертов в роли второго гитариста выступал Петер Тэгтгрен из Hypocrisy. В мае 1998 года вышел Nightwing, отличающийся более ровным и менее скоростным звучанием. Годом позже был выпущен альбом Panzer Division Marduk. Во время тура The World Panzer Battle Tour во Франции была сделана концертная запись, выпущенная в 2000 году и получившая название Infernal Eternal. В 2001 году свет увидел альбом La Grand Dance Macabre. В 2002 году на смену барабанщику Фредрику Андерссону пришёл Эмиль Драгутинович. Следующим альбомом, выпущенным в 2003 году, был «World Funeral», он стал последним, в котором принимали участие Legion, B. War, и который был записан на студии Петера Тэгтгрена, как и все предыдущие альбомы со времен «Heaven Shall Burn…» В феврале 2004 был выпущен DVD «Funeral Marches and Warsongs» с записями концертов, прошедших в 2003 году в Польше и Франции, а также часть выступления на Party.San.Open.Air.

### 2004 — настоящее время

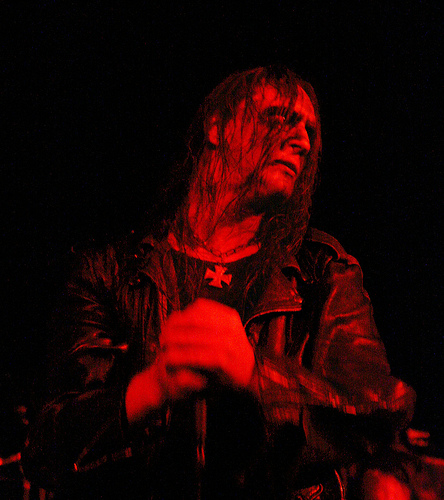
Вокалист Mortuus в ходе одного из концертов в 2007 году

В 2004 году новым вокалистом стал Mortuus, также в группу вернулся Дево Андерссон в роли басиста, кроме того, все последующие записи проводились на его собственной Endarker Studio. Альбом Plague Angel вышел в ноябре 2004, за которым последовали концертный альбом Warschau в 2005 и DVD Blood Puke Salvation в 2006. Альбом Rom 5:12 вышел в 2007 году. Его название значит «Послание к Римлянам, глава 5, стих 12». В 2009 году вышел альбом Wormwood. B 2011 году был выпущен Iron Dawn (EP). В 2012 году вместе с апрельским номером журнала Sweden Rock Magazine вышел сингл Souls for Belial, содержавший заглавный трек и Oil on Panel (Woven Hand cover), выпуск которого предшествовал альбому Serpent Sermon. В январе 2015 года вышел альбом Frontschwein, полностью посвящённый Второй мировой войне. 22 июня 2018 вышел новый альбом Viktoria.  В 2019 году Дево объявил, что покидает группу, чтобы сосредоточиться на студийной работе, и в 2020 году его заменил Юэль Линдхольм.
В мае 2023 года группа объявила, что Линдхольм был уволен из группы после того, как было опубликовано видео, как он явно отдает нацистское приветствие во время их выступления на фестивале Incineration Fest в Лондоне. Ребята заявили, что они не были поставлены в известность до окончания концерта, добавив, что Линдхольм был в состоянии алкогольного опьянения и совершал множество невыносимых сценических выходок. Пока группа ищет замену, Дево выступает с группой в качестве сессионного басиста.

## Тематика лирики
Альбом 1998 года Nightwing — концептуальный, о жизни Влада III Цепеша, более известного как Граф Дракула.
Тема Второй мировой войны и нацистской Германии используется с 1999 года (альбомы Panzer Division Marduk, Iron Dawn (EP), Frontschwein). Интерес к этой теме достаточно быстро рос среди фэнов Marduk, группа выпускала всё больше и больше песен, посвящённых тёмным, но захватывающим главам человеческой истории. Например: «The Hangman of Prague» и «Blond Beast» (прозвища пражского «рейхспротектора» Рейнхарда Гейдриха), «Night of the Long Knives» (Ночь длинных ножей), «Deathmarch» и другие. Но надо отметить, что Marduk, поющие о нацистской Германии, не относят себя к представителям NSBM и не одобряют её восхваления или оправдания.

## Столкновения с общественностью
Большие проблемы имела группа с распространением CD с демозаписью Fuck Me Jesus из-за своей скандально-богохульной обложки. В частности, в Германии все крупные сети распространения музыки объявили релизу бойкот. В итоге релиз можно было купить лишь через почтовую дистрибуцию.

## Состав

### Текущий состав
- Морган Хоканссон[швед.] — гитара (1990—настоящее время) (Abruptum, Death Wolf (ex-Devils Whorehouse))
- Дево Андерссон — гитара (1992—1994), бас (2004—2019; 2023—настоящее время)
- Саймон Шиллинг — ударные (2019—настоящее время)
- Mortuus[англ.] — ведущий вокал, иногда бас (2004—настоящее время) (Funeral Mist, Triumphator)

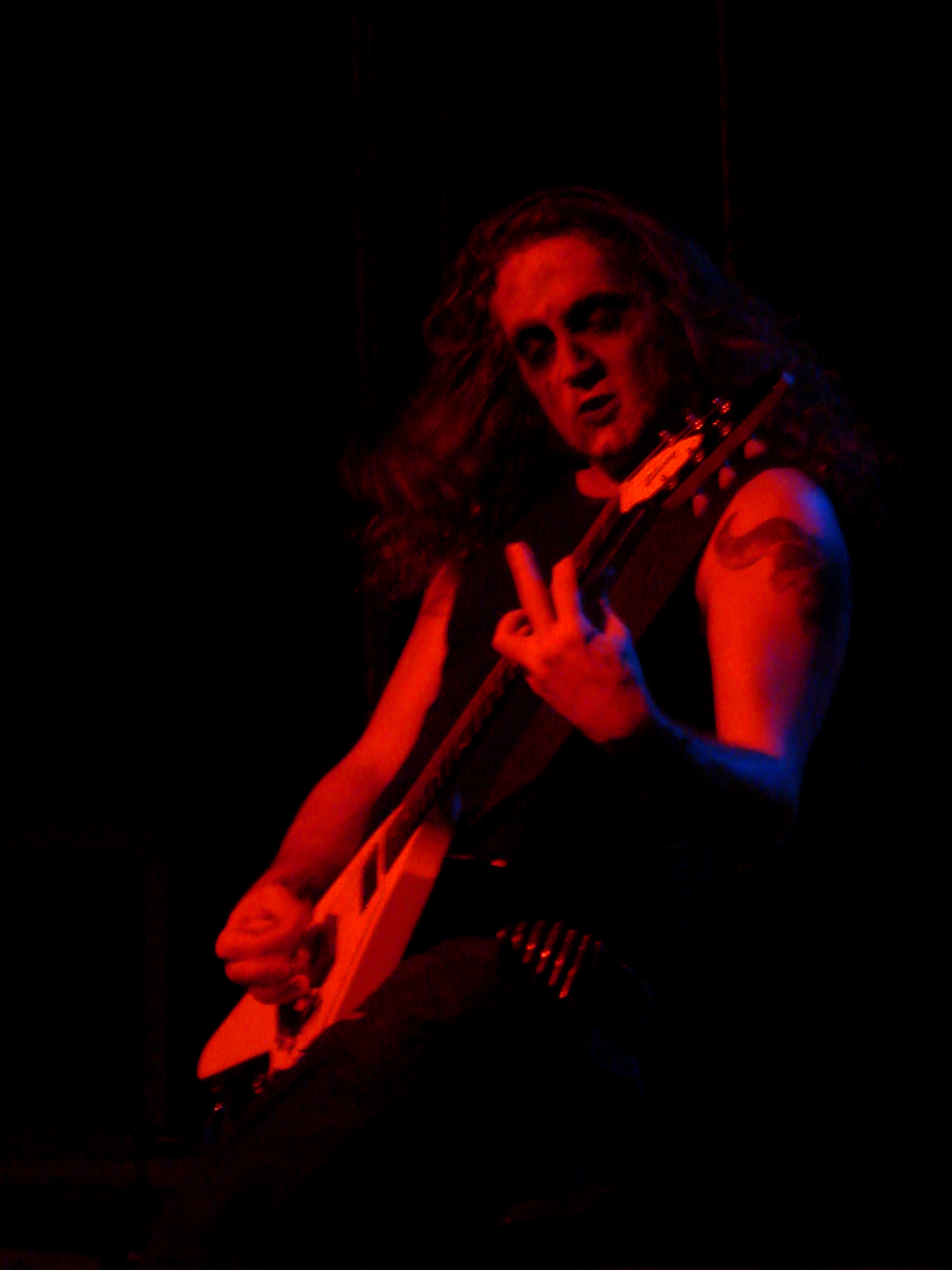
Гитарист Морган Хоканссон на одном из концертов во Франции в 2007 году

### Бывшие участники
- Юаким Гётберг[швед.] — ударные (1990—1993), ведущий вокал (1993—1995)
- Андреас Аксельссон — ведущий вокал (1990—1993)
- Рикард Кальм — бас (1990—1992)
- Роджер Свенссон — бас (1992—2004)
- Эрик Хагстедт — вокал (1994—2003)
- Фредрик Андерссон — ударные (1993—2002)
- Эмиль Драгутинович — ударные (2002—2006)
- Ларс Броддессон — ударные (2006—2013)
- Фредрик Видигс — ударные (2013—2018)
- Юэль Линдхольм — бас, иногда гитара (2020—2023)

## Издания

### Аудио

#### Полноформатные альбомы
| Год  | Название                                | Лейбл                 | Лейбл переиздания     |
| 1992 | Dark Endless                            | No Fashion Records    | Blooddawn Productions |
| 1993 | Those of the Unlight                    | Osmose Productions    | Regain Records        |
| 1994 | Opus Nocturne                           | Osmose Productions    |                       |
| 1996 | Heaven Shall Burn… When We Are Gathered | Osmose Productions    | Blooddawn Productions |
| 1998 | Nightwing                               | Osmose Productions    |                       |
| 1999 | Panzer Division Marduk                  | Osmose Productions    |                       |
| 2001 | La Grande Danse Macabre                 | Blooddawn Productions |                       |
| 2003 | World Funeral                           | Blooddawn Productions |                       |
| 2004 | Plague Angel                            | Blooddawn Productions |                       |
| 2007 | Rom 5:12                                | Blooddawn Productions |                       |
| 2009 | Wormwood                                | Regain Records        |                       |
| 2012 | Serpent Sermon                          | Century Media Records |                       |
| 2015 | Frontschwein                            | Century Media Records |                       |
| 2018 | Viktoria                                | Century Media Records |                       |
| 2023 | Memento Mori                            | Century Media Records |                       |

#### Мини-альбомы
- Glorification (1996)
- Here's No Peace (1997)
- Obedience (2000)
- Deathmarch (2004)
- Iron Dawn (2011)

#### Синглы
- Hearse (2003)
- Souls for Belial (2012)

#### Демо
Demo # 1 было издано в 1991-м году на кассете, а в 1995-м — переиздано лейблом Osmose Productions на CD под названием Fuck me Jesus и в новой обложке.

### Концертные альбомы
- Live in Germania (1997)
- Infernal Eternal (2000)
- Warschau (2005) (посвящён 15-летию группы; CD — 10000 копий, LP — 500 копий)

#### Сборники
- Blackcrowned (2002) (box set)

### Видео
- Funeral Marches and Warsongs (DVD) (2004)
- Blackcrowned (DVD) (2005)
- Blood Puke Salvation (DVD) (2006)

### Клипография
| Название                                                  | Альбом                |
| --------------------------------------------------------- | --------------------- |
| - World Funeral DVD «Funeral Marches and Warsongs» (2004) | World Funeral (2003)  |
| - Hearse DVD «Funeral Marches and Warsongs» (2004)        | World Funeral (2003)  |
| - The Hangman of Prague DVD «Blood Puke Salvation» (2006) | Plague Angel (2004)   |
| - Throne of Rats DVD «Blood Puke Salvation» (2006)        | Plague Angel (2004)   |
| - Steel Inferno DVD «Blood Puke Salvation» (2006)         | Plague Angel (2004)   |
| - Souls For Belial Directed by Håkan Sjödin               | Serpent Sermon (2012) |
| - Frontschwein                                            | Frontschwein (2015)   |
| Viktoria                                                  | Viktoria (2018)       |